# 米台関係
米台関係（べいたいかんけい、英語: Taiwan–United States relations、繁体字中国語: 台美關係）では、アメリカ合衆国と台湾（中華民国）の関係について述べる。アメリカ合衆国と中華民国の関係（米華関係、英語: Republic of China–United States relations、中国語: 中華民國與美國關係）とも。

## 歴史

### 清朝統治時代の台湾
1850年代に、米国外交官2名が「清から台湾島を獲得すべし」とワシントンの米国政府に進言するも、却下された。
この進言の背景は、散発する台湾先住民による来航西洋人に対する襲撃・殺戮と、その対処にあった。。
1867年には、ローバー号事件が発生し、座礁した船を放棄し漂流・漂着した米国人船員の全員が台湾先住民により襲撃・皆殺しにされた。この事件を機に、台湾先住民問題の解決のために米国海軍は台湾派兵を行うも、熱帯の気候・深い森林・先住民の抵抗に阻まれ、1名戦死のうえ撤退し、派兵は失敗に終わった。この当時は台湾対岸の在廈門米国領事館が台湾を担当していた。1874年には旗後（現在の高雄）に副領事を常駐させ、また淡水においては英国副領事が米国副領事を兼務することになった。

### 大日本帝国統治下の台湾
日清戦争の終結の為、下関条約が1895年に締結され、台湾は清から日本に割譲された。
日本による統治が始まると、1897年に在長崎領事の旗下の元で淡水に領事代理を置き、1898年には淡水から台北に移転、1913年には領事級に格上げ、1916年には領事館新設との経過をたどったのち、1941年の太平洋戦争開戦に伴い在台湾米国領事館は業務を停止することになった。
1946年に駐台北アメリカ領事館として再開され、1948年には総領事館に、中華民国政府の台湾への移転後は在中華民国アメリカ合衆国大使館に格上げされた。米中国交正常化に伴う米台断交（米華断交）後に閉鎖されるが、現在、元アメリカ大使館として保護されている。

### 中華民国政府との関係

#### 北京と民族主義の時代
1911年の辛亥革命で清王朝が倒れた。その後、中国国内は分裂状態になるが、1928年に中国国民党の蔣介石が率いる国民政府によって北京政府が倒され、統一された。その後、中国国民党と毛沢東率いる中国共産党が対立し、内戦状態になるが、日本の侵攻に対抗するため、国共合作をし、協力して日本を相手に戦うことになった。
太平洋戦争中、米国と中華民国は日本に対抗して同盟を結んだ。日本の降伏から1か月後の1945年10月、連合国を代表して蔣介石の代表が台湾に派遣され、日本軍の降伏を受け入れた。その後、台湾省行政長官公署が設置され、中華民国の統治下に入った。

### 台北遷都後

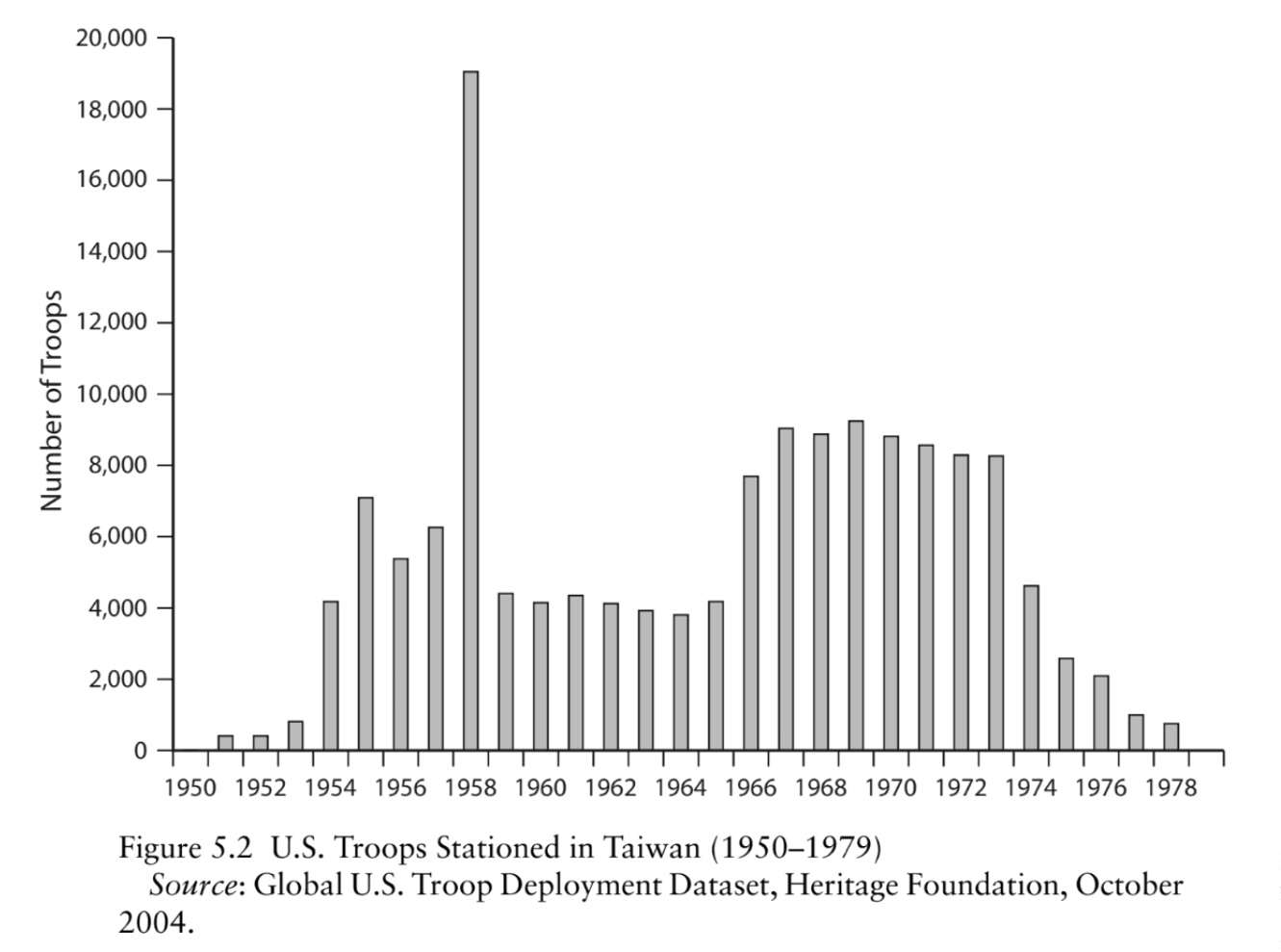
台湾に駐留する米軍の数（1950〜1979年）

第二次世界大戦後、戦中は抗日という点で一致していた蔣介石の中国国民党と、毛沢東が率いる中国共産党が再び分裂、国共内戦を再開した。ソ連が支持する中国共産党の勢力に負け、共産党による中華人民共和国の建国後、米国からの支援を打ち切られていた中国国民党の中華民国政府は、台湾に移転し、「反攻大陸」を掲げて本土への反撃し、共産党を倒し大陸支配を回復する機会を伺っていた。一方、共産党は台湾を国民党から「解放」するため、台湾へ侵攻しようとしていた。
当時は冷戦が開始していたが、米国は当初、台湾を支持せず、中華人民共和国を承認しなかったものの、中立を宣言し、どちらも支援しないとした。この時点では中華民国政府の存続も風前の灯であった。
しかし、朝鮮戦争が勃発すると中華人民共和国は北朝鮮の支援のために、非正規軍とする義勇軍（実質は中国人民解放軍）を派遣したため、台湾侵攻をしている場合ではなくなった。また米国政府も戦争で韓国が劣勢になったのを見て、アジアでの共産主義拡大を恐れて方針を転換し、トルーマン政権は台湾の中華民国政府への経済的および軍事的援助を再開した。中華人民共和国による台湾の侵略を阻止するために米国第7艦隊を台湾海峡に派遣し、中華人民共和国へ軍事的圧力をかけたため、台湾侵攻は実行されなかった。また、軍事同盟の米華相互防衛条約が1954年に米国と中華民国との間で締結され、他にも、米国は台湾に対外援助法、米国議会によって制定された相互安全保障法および国際開発法に基づく財政的助成金を提供した。これらの枠組みによる支援は1979年の米中国交正常化に伴う米台断交（米華断交）まで続いた。
ただし、米国は台湾海峡の緊張の高まりを望んでおらず、第三次世界大戦の勃発を恐れ、中華民国政府の「反攻大陸」を支持しなかった。
また、過去には台湾による核兵器の開発疑惑が存在した。米国は、台湾による核武装に反対の立場を取ってきた。現在、台湾は核拡散防止条約を批准、現在では核兵器製造の意図はないと宣言している。当時、平和利用のためにカナダから実験用反応炉や、米国から低濃度のプルトニウムなどを含む、核技術・核物質を得たと言われている。しかし、それらは実際には核兵器を開発するために使われていた。国際原子力機関が、台湾が兵器級のプルトニウムを製造しようとしている証拠を掴むと、1976年にアメリカは軍事協力の停止などをちらつかせた圧力を掛け、台湾の指導者たちに対し核兵器開発計画の放棄を求めた。1980年代にも核兵器開発計画があったが、アメリカに亡命した張憲義大佐によって秘密計画が暴露され、参謀総長だった郝柏村は台湾の科学者が既に原子炉を製造したと認めた。この計画も米国の圧力と総統・李登輝の命令で中断された。

#### 1979年以後
中ソ対立の真っ只中に、そして改革開放の開始時、1979年1月1日、ソ連からの政治的影響と軍事的脅威に対抗するため、米国は戦略的に中華民国から中華人民共和国に外交承認を切り替えた。台北の米国大使館は閉鎖され、新たに北京に在中国米国大使館が開設され、米国内の中華民国大使館は閉鎖された。 
1979年4月10日、米国のジミー・カーター大統領は、台湾との非公式な関係を維持するための国内の法的権限を創設した台湾関係法に署名した。米国の商業的、文化的、およびその他の台湾の人々との交流は、民間の非営利団体である米国在台湾協会を通じて促進されている。研究所はワシントンD.C.に本部を置き、台北と高雄に事務所を置いている。ビザの発行、パスポート申請の受理、台湾の米国市民への支援を行うことが許可されており、事実上のアメリカ大使館として機能している。
対する台湾側の民間団体である駐米台北経済文化代表処が台湾によって設立された。本部は台北にあり、ワシントンD.C.に駐在員事務所があり、米国本土とグアムには他に11の支部がある。台湾関係法は、米国と台湾の間の非公式な関係の法的根拠を維持し続けており、台湾が防衛能力を米国が支援すると明記している。
2002年7月、陳定南は、米国が台湾の承認を取り下げた後、ホワイトハウスに招待された最初の台湾政府高官になった。
台湾の承認が取り消された後も、米国は台北経済文化代表処を通じて台湾との非公式な外交関係を維持している。外交的承認がないため、現状では、台湾と米国の関係は、1979年以降の台湾と米国の関係の継続のための米国議会による台湾関係法に基づいて行われている。2013年の台湾政策法は米国と台湾の関係の状態を更新するために、米国議会によって提起され、外交に関する下院委員会で可決された。
台湾との米国の商業関係は維持され、1979年以来拡大している。台湾は、輸出入銀行の資金調達、海外民間投資会社の保証、通常の貿易関係ステータス、および米国市場への容易なアクセスを引き続き享受している。近年、台湾との商取引は、アメリカの商品やサービスの市場アクセスの拡大に焦点を合わせている。米国在台湾協会は、著作権の懸念と米国の商品やサービスの市場アクセスに焦点を当てた一連の貿易に関する議論に取り組んできた。
2015年12月16日、オバマ政権は、ホワイトハウスが2014年の台湾関係法の確認と海軍艦艇移転法を可決してから1年8か月後に、18億3000万ドル相当の武器を中華民国国軍に売却する契約を発表した。この取引には、南シナ海の領土紛争の中で、退役した2隻の米海軍フリゲート艦、対戦車ミサイル、突撃水陸両用車、FIM-92 スティンガーミサイルの地対空ミサイルの販売が含まれる。中華人民共和国外交部は、「一つの中国」の原則に反し、中国の主権・安全保障に対する侵害であると強く反発し、米国臨時大使を呼び出し強く抗議した。
2018年9月、米国は中華民国空軍を支援するために3億3000万ドル相当のスペアパーツおよびその他の機器の販売を承認した。
2019年7月、米国国務省はM1A2Tエイブラムス戦車、FIM-92 スティンガーミサイルおよび関連機器の台湾へのおよそ22億ドルの売却を承認した。
2020年5月、米国国務省は、1億8000万ドルの費用がかかると推定される取引で、台湾向けに18 MK-48 Mod6先端技術重重量魚雷の対外有償軍事援助の可能性を承認した。
2020年8月9日、米国保健福祉長官のアレックス・アザールが台湾を訪れ、蔡英文総統を訪問した。これは、1979年にワシントンと台北の外交関係が断交して以来初めての米国政府高官の訪問である。2020年9月、米国経済成長・エネルギー・環境担当次官のキース・J・クラックは、同年7月に死去した台湾の李登輝元総統の追悼式に出席した。
2020年10月、米国国務省は、台湾に対して地対艦ミサイル400発、同ミサイル用のレーダー・移動式発射装置、および技術指導を、23.7億ドルで提供する取引を承認した
2021年3月3日、バイデン政権は、政権の暫定国家安全保障戦略ガイダンスにおいて、米国と台湾の間の関係の強さを再確認した。2021年3月8日、バイデン政権は記者会見で、「インド太平洋地域において、友好国・同盟国と共有する繁栄・安全保障・価値観を今後も維持・推進する。また、三つの共同コミュニケ・台湾関係法・六つの保証などの従来からの合意・了解事項も維持・尊重する。加えて、台湾が十分な自衛能力を維持するために、引き続き支援する」と表明した。